# Rodolfo Horney
Rodolfo Horney foi o primeiro homem a trazer o basquetebol para o país de Portugal. O seu trabalho era de professor de educação física, um emprego em que trabalhou por 12 anos em Lisboa. O professor ensinava basquetebol aos frequentadores do Triângulo Vermelho Português, ou como o conheciam mais formalmente, a Associação Cristã da Mocidade.